# Concei
Concei ist eine ehemalige italienische Gemeinde in der Provinz Trient, Region Trentino-Südtirol.

## Geschichte
Die Gemeinde Concei wurde im Laufe der Geschichte mehrmals gegründet und wieder aufgelöst. Sie entstand erstmals 1849 aus dem Zusammenschluss der drei im Val di Concei, einem Seitental des Ledrotals, gelegenen Ortschaften Enguiso, Lenzumo und Locca. Bereits vorher existierte eine Art Talgemeinschaft der drei Orte, die die Forst- und Weidewirtschaft im Tal regelte. 1864 wurde die Gemeinde auf kaiserlichen Beschluss wieder aufgelöst und die drei Orte eigenständige Gemeinden, die dem Gerichtsbezirk Val di Ledro der Gefürsteten Grafschaft Tirol angehörten.
Im Zuge der 1927 beschlossenen faschistischen Gemeindereform, mit der Gemeinden unter 2000 Einwohnern aufgelöst werden sollten, wurden die drei eigenständigen Gemeinden aufgelöst und nach Bezzecca eingemeindet. 1952 entstand aus den drei Fraktionen die Gemeinde Concei. Der Gemeindesitz lag im Ort Enguiso.
Mit einem Referendum von 30. November 2008 stimmten die Einwohner der Gemeinde Concei mit den Gemeinden Bezzecca, Molina di Ledro, Pieve di Ledro, Tiarno di Sopra und Tiarno di Sotto für einen Zusammenschluss zur neuen Gemeinde Ledro, daher wurde die Gemeinde Concei am 1. Januar 2010 wieder aufgelöst. Letzter Bürgermeister von Concei war Maurizio Mazzola von der Lista civica. Die Gemeinde zählte zuletzt 824 Einwohner. Das Gemeindegebiet war 30 km² groß.

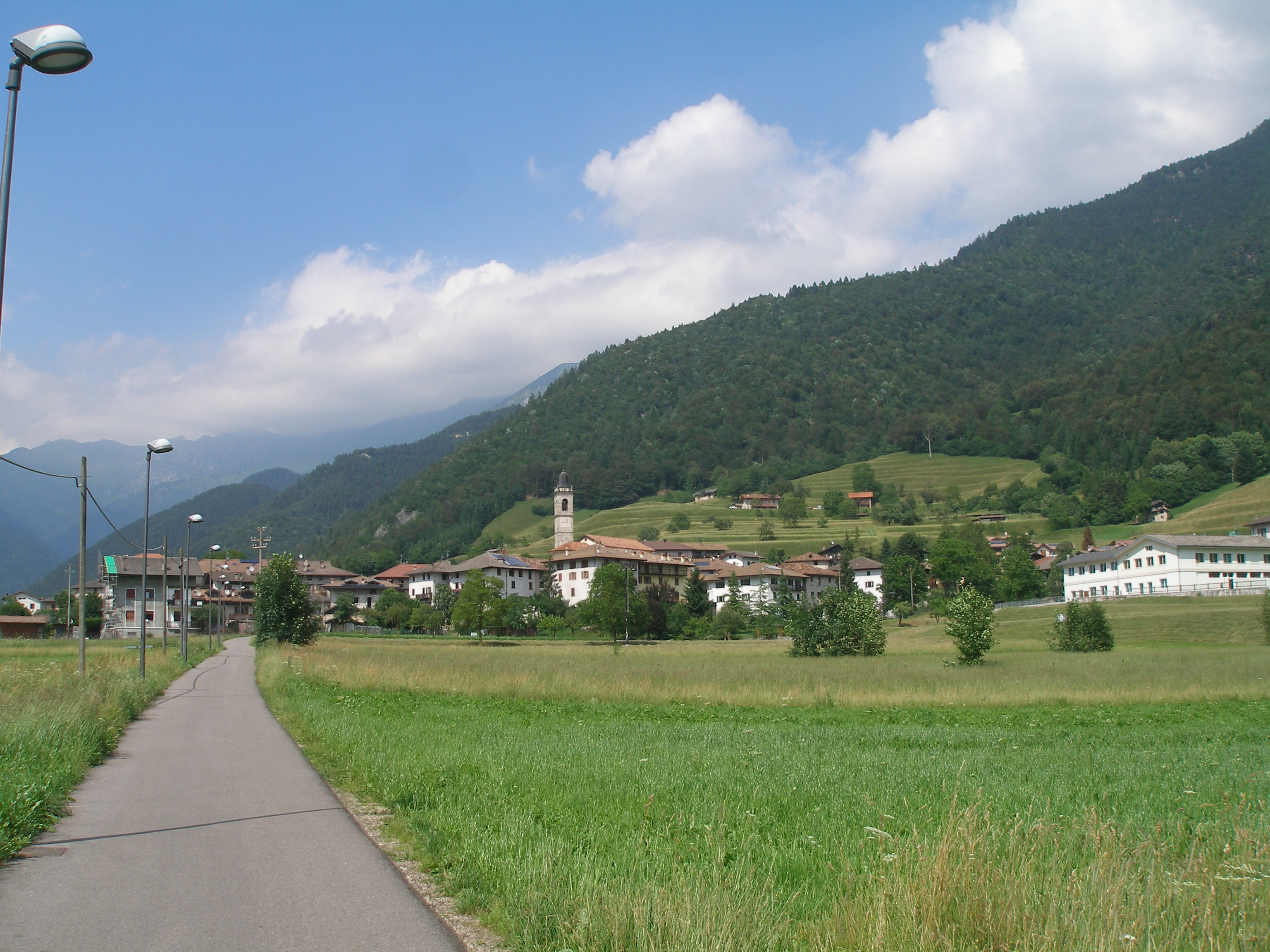
Enguiso
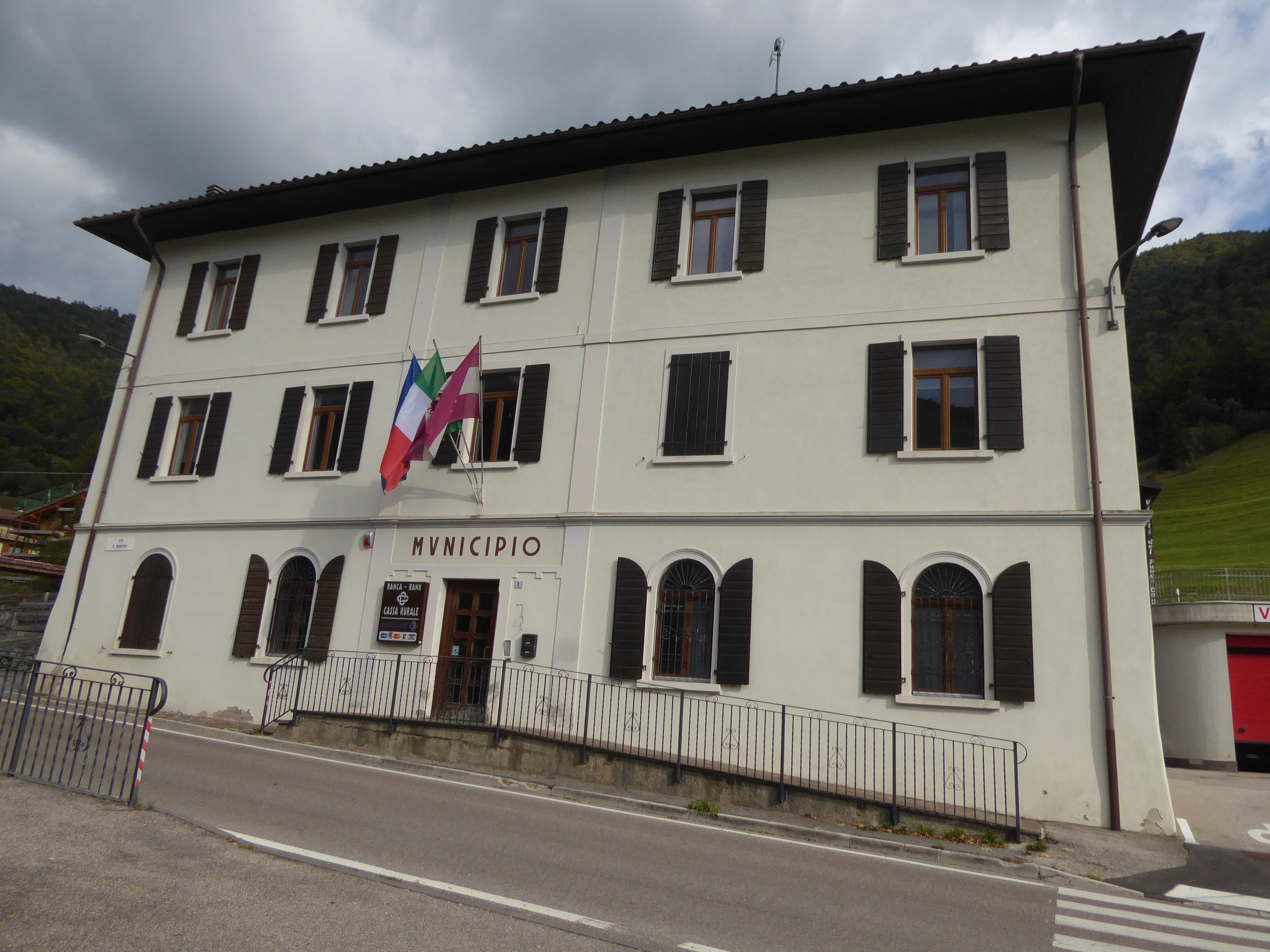
Ehemaliges Rathaus in Enguiso
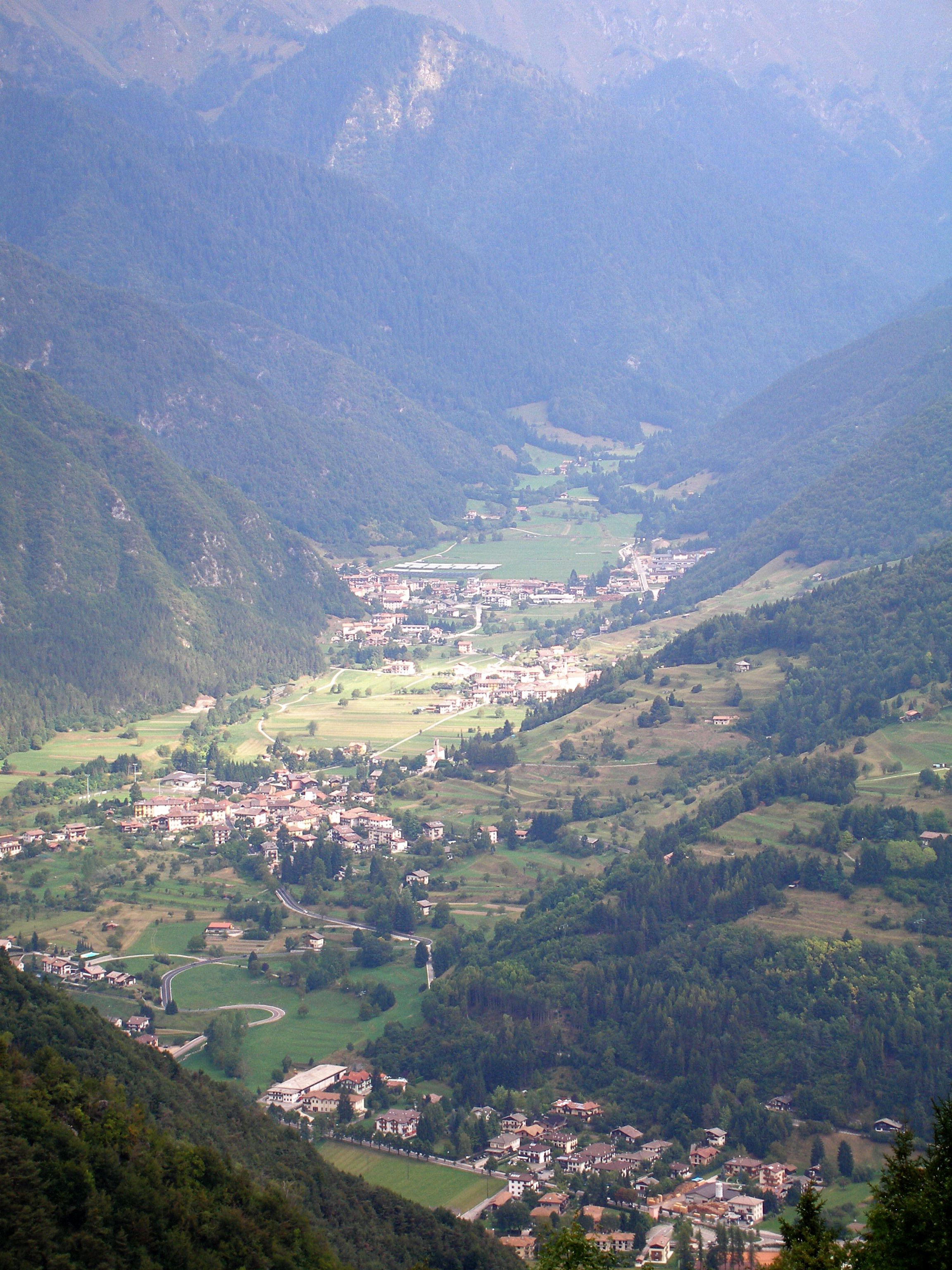
Val di Concei
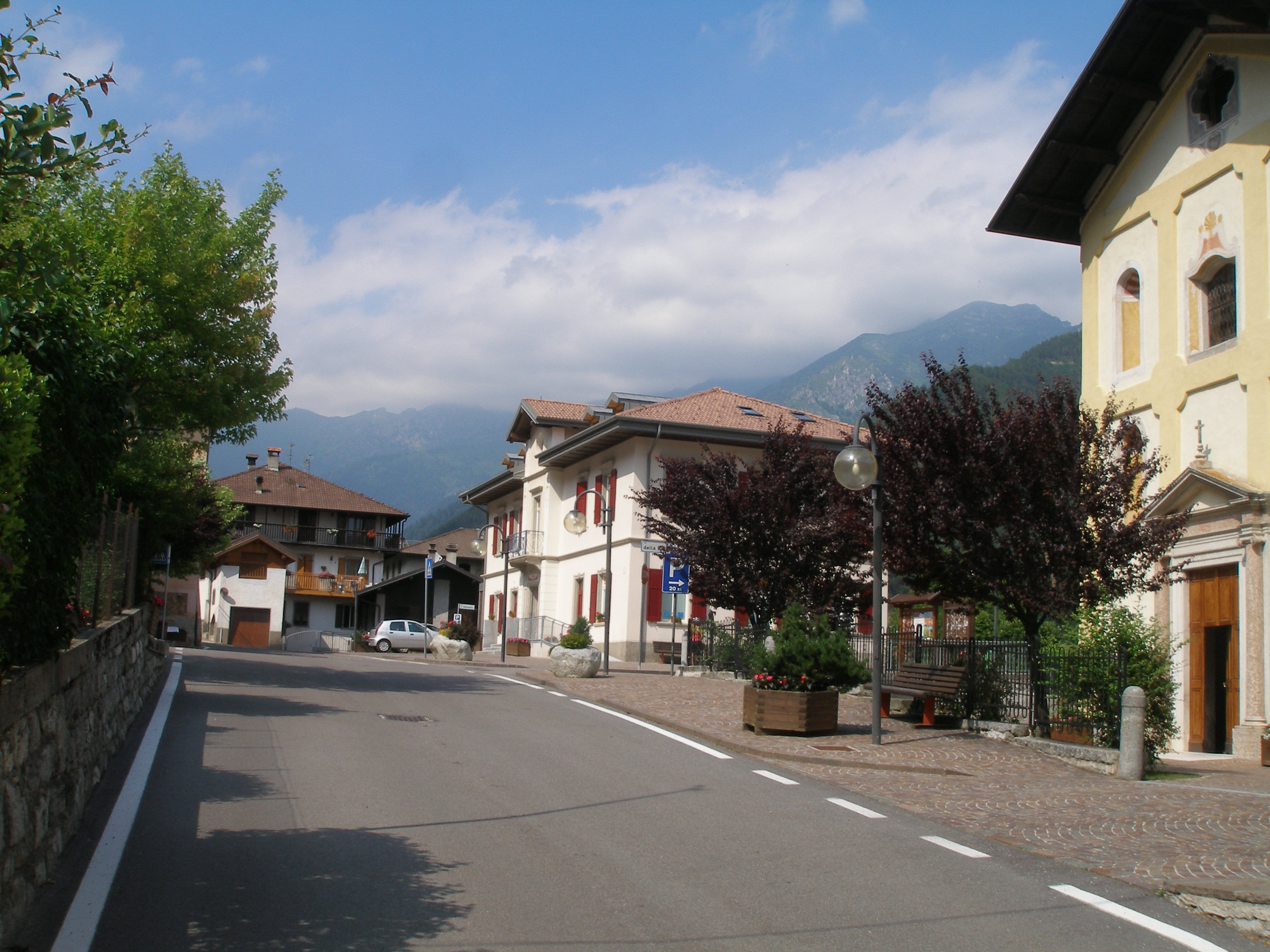
Lenzumo